# Ivana Andrés
Ivana Andrés Sanz (Aielo de Malferit, Valencia, España, 13 de julio de 1994) es una futbolista española que juega como defensa en la sección femenina del Inter de Milán de la Serie A de Italia desde 2024. Formada en su Valencia natal se incorporó al Colegio Alemán antes de que pasase a ser del Valencia Féminas Club de Fútbol, con quien debutó en la máxima categoría.
Desde 2015 es internacional con la selección de España, con cuyas categorías inferiores fue campeona de Europa en 2010 y 2011 en categoría sub-17. Su mayor éxito fue el campeonato del mundo obtenido en 2023, donde levantó el título como capitana.

## Trayectoria
Sus inicios en el fútbol tuvieron lugar en el equipo de su localidad, el Aielo C.F. En la campaña 2007-2008 se incorporó a la escuela del Deutschen Sportverein (DSV) Colegio Alemán —castellanizado como Club Deportivo Alemán - Colegio Alemán de Valencia— (compuesta por categorías inferiores del Valencia Féminas Club de Fútbol) y llegaría al primer equipo femenino valencianista en la temporada 2009-2010. 
Ivana ha sido Internacional Sub-16, Sub-17 y Sub-19 con la Selección Española y, pese a su corta edad, cuenta con un extenso palmarés: dos veces campeona de Europa Sub-17 en Suiza; medalla de bronce en el mundial Sub-17 del año 2010 en Trinidad y Tobago, así como un subcampeonato de Europa Sub-19 en Turquía. 
Ivana Andrés destaca en su juego por su salida de balón y su seguridad defensiva.

### Selección
En junio de 2015 pasó a formar parte de la Selección Femenina Absoluta, siendo una de las 23 jugadoras convocadas para el Mundial de Canadá y para el Mundial de Francia del 2019.

## Estadísticas

### Clubes
Actualizado al último partido disputado el 21 de agosto de 2022.
Indicados los partidos de los que se tiene constancia contrastable. De 2005 a 2009 perteneció a las filas del Deutschen Sportverein (DSV) Colegio Alemán —castellanizado como Club Deportivo Alemán - Colegio Alemán de Valencia—, antes de que en 2009 firmase un acuerdo con la fundación del Valencia Club de Fútbol por el que pasó a ser su equipo femenino.
| D. S. V. Colegio Alemán · España | 2007-08       | 1.ª           | ?   | ?  | –  | – | –  | – | ?   | ?  | 0    |
| D. S. V. Colegio Alemán · España | 2008-09       | 1.ª           | ?   | ?  | –  | – | –  | – | ?   | ?  | 0    |
| Valencia Féminas C. F. · España  | 2009-10       | 1.ª           | 16+ | –  | –  | – | –  | – | 16+ | 0  | 0    |
| Valencia Féminas C. F. · España  | 2010-11       | 1.ª           | 18+ | 1  | 2  | – | –  | – | 20+ | 1  | 0.05 |
| Valencia Féminas C. F. · España  | 2011-12       | 1.ª           | 29  | 1  | –  | – | –  | – | 29  | 1  | 0.03 |
| Valencia Féminas C. F. · España  | 2012-13       | 1.ª           | 24  | 1  | –  | – | –  | – | 24  | 1  | 0.04 |
| Valencia Féminas C. F. · España  | 2013-14       | 1.ª           | 25  | 1  | –  | – | –  | – | 25  | 1  | 0.04 |
| Valencia Féminas C. F. · España  | 2014-15       | 1.ª           | 30  | 1  | 3  | – | –  | – | 33  | 1  | 0.03 |
| Valencia Féminas C. F. · España  | 2015-16       | 1.ª           | 30  | 1  | 2  | – | –  | – | 32  | 1  | 0.03 |
| Valencia C. F. · España          | 2016-17       | 1.ª           | 30  | 1  | 1  | – | –  | – | 31  | 1  | 0.03 |
| Valencia C. F. · España          | 2017-18       | 1.ª           | 29  | –  | 2  | – | –  | – | 31  | 0  | 0    |
| Valencia C. F. · España          | Total club    | Total club    | 237 | 7  | 10 | 0 | 0  | 0 | 247 | 7  | 0.03 |
| Levante U. D. · España           | 2018-19       | 1.ª           | 28  | 2  | 1  | – | –  | – | 29  | 2  | 0.07 |
| Levante U. D. · España           | 2019-20       | 1.ª           | 21  | –  | 1  | – | –  | – | 22  | 0  | 0    |
| Levante U. D. · España           | Total club    | Total club    | 49  | 2  | 2  | 0 | 0  | 0 | 51  | 2  | 0.04 |
| Real Madrid C. F. · España       | 2020-21       | 1.ª           | 31  | –  | 1  | – | –  | – | 32  | 0  | 0    |
| Real Madrid C. F. · España       | 2021-22       | 1.ª           | 27  | –  | 2  | – | 8  | – | 37  | 0  | 0    |
| Real Madrid C. F. · España       | 2022-23       | 1.ª           | 10  | 1  | –  | – | 2  | – | 12  | 1  | 0    |
| Real Madrid C. F. · España       | Total club    | Total club    | 68  | 1  | 3  | 0 | 10 | 0 | 71  | 1  | 0    |
| Total carrera                    | Total carrera | Total carrera | 354 | 10 | 15 | 0 | 10 | 0 | 379 | 10 | 0.02 |
| 1. 2. 3.                         |               |               |     |    |    |   |    |   |     |    |      |

### Selección

#### Participaciones en fases finales
| Trofeo                          | Sede                    | Resultado        |
| ------------------------------- | ----------------------- | ---------------- |
| Eurocopa sub-17 de 2010         | Suiza                   | Campeona         |
| Eurocopa sub-17 de 2011         | Suiza                   | Campeona         |
| Mundial Femenino sub-17 de 2010 | Trinidad y Tobago       | Tercer puesto    |
| Eurocopa sub-19 de 2012         | Turquía                 | Subcampeona      |
| Mundial Femenino de 2015        | Canadá                  | Primera Fase     |
| Copa de Algarve 2017            | Portugal                | Campeona         |
| Mundial Femenino de 2019        | Francia                 | Octavos de final |
| Mundial Femenino de 2023        | Australia Nueva Zelanda | Campeona         |

## Palmarés
| Trofeo                          | País                    | Resultado   |
| ------------------------------- | ----------------------- | ----------- |
| Copa de la Reina de Fútbol 2015 | España                  | Subcampeona |
| Mundial Femenino de 2023        | Australia Nueva Zelanda | Campeona    |

## Vida privada
Ivana está casada con su pareja Anabel desde junio de 2022.